# Chiesa dei Santi Rocco e Leonardo
La chiesa dei Santi Rocco e Leonardo è un luogo di culto cattolico dalle forme barocche, situato in via Canetolo 3 a Canetolo, frazione di Corniglio, in provincia e diocesi di Parma; è sede di una parrocchia compresa nella zona pastorale della Montagna.

## Storia
Il luogo di culto originario fu edificato entro il XVI secolo; la più antica testimonianza della sua esistenza risale al 1520, quando l'Ecclesia S. Leonardi fu citata tra le dipendenze della pieve di Corniglio.
Verso il 1564 la chiesa, dedicata ancora al solo san Leonardo, fu eretta a sede parrocchiale autonoma; l'intitolazione a san Rocco fu aggiunta verso il 1606.
Nel 1703 furono avviati, in adiacenza al piccolo borgo, i lavori di costruzione di un nuovo tempio, che fu completato circa dieci anni dopo, mentre l'antica cappella cadde in rovina; tra il 1762 e il 1763 fu eretta accanto alla chiesa barocca la canonica.
Nel 1955 l'edificio fu sottoposto ad alcuni interventi di restauro, mentre pochi anni dopo, quando furono eseguiti gli scavi per la realizzazione del nuovo cimitero, vi furono portate alla luce le fondazioni del luogo di culto cinquecentesco; nel 1965, in occasione dei lavori di adeguamento liturgico secondo le norme postconciliari, fu rifatta la pavimentazione interna in pietra.

## Descrizione

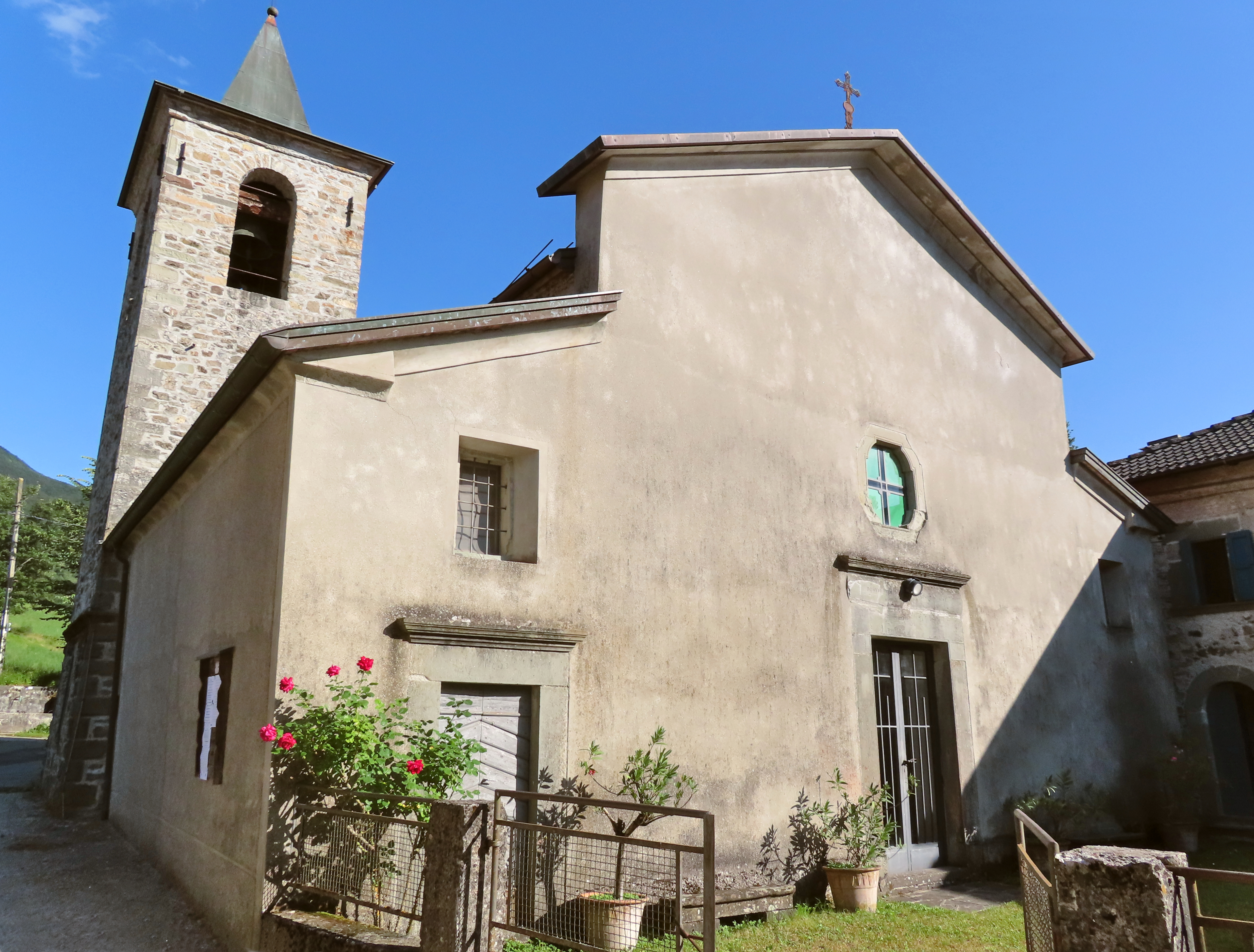
Facciata

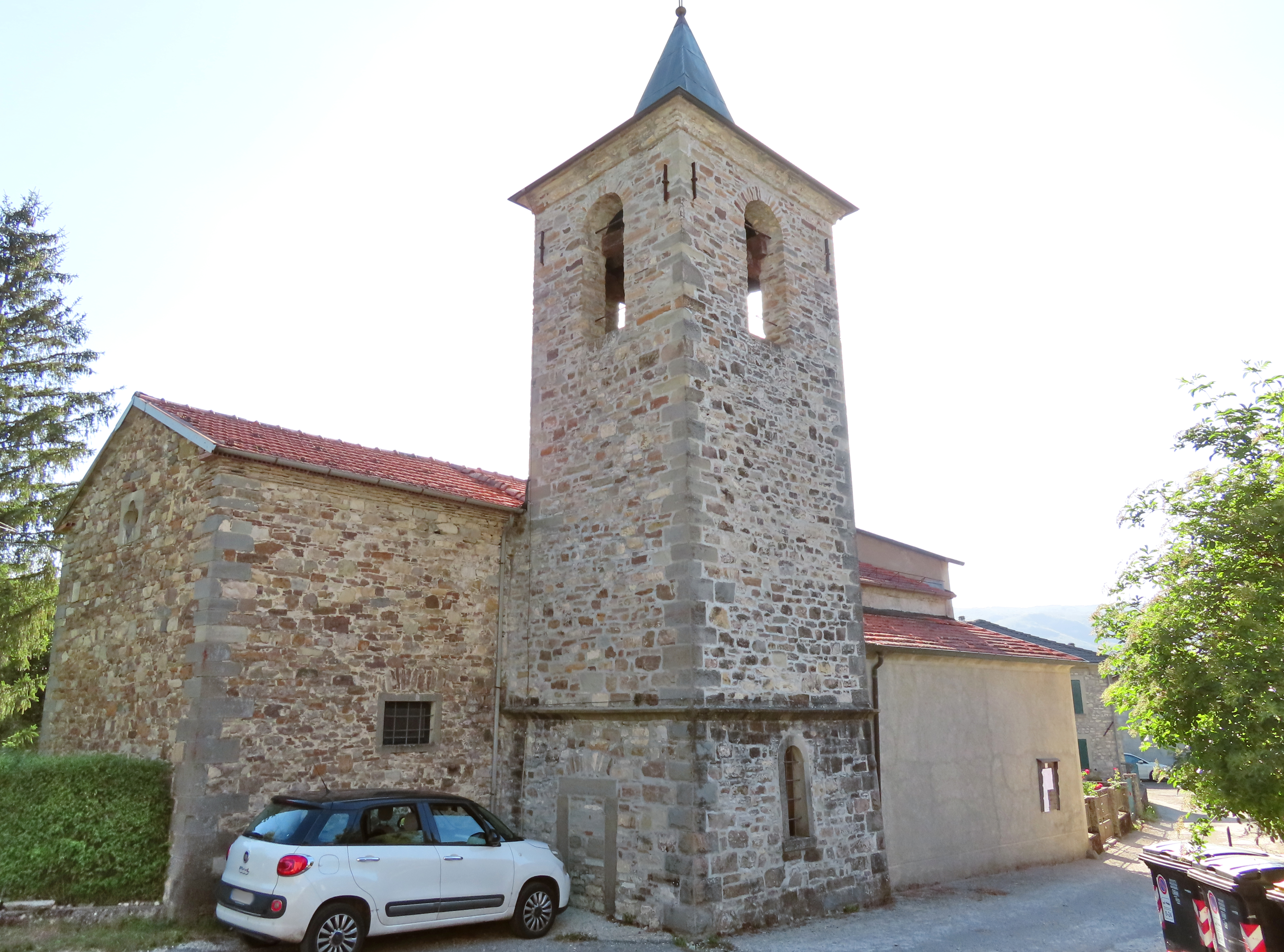
Retro e lato nord

La chiesa si sviluppa su un impianto a navata unica affiancata da due cappelle per lato, con ingresso a ovest e presbiterio a est.
La simmetrica facciata a salienti, interamente intonacata, è caratterizzata dalla presenza nel mezzo dell'ampio portale d'ingresso principale, incorniciato in pietra e sormontato da un architrave in aggetto, al di sopra del quale si apre un oculo ottagonale; ai lati, in corrispondenza delle cappelle laterali, si aprono i due portali d'accesso secondari, anch'essi delimitati da cornici in pietra e architravi di coronamento, sopra i quali sono collocate due finestre quadrate; in sommità corre lungo gli spioventi del tetto un cornicione modanato in rilievo.
Dai fianchi intonacati aggettano i volumi delle cappelle; sulla sinistra, in corrispondenza del termine dell'aula, si eleva il massiccio campanile in pietra, con cella campanaria affacciata sulle quattro fronti attraverso grandi monofore ad arco a tutto sesto. Sul retro si allunga il presbiterio, rivestito esternamente in pietra e illuminato da due finestrelle sui lati e un oculo cruciforme sul fondo.
All'interno la navata, coperta da un soffitto in legno, è affiancata dalle arcate attraverso le quali si affacciano le cappelle laterali.
Il presbiterio, lievemente sopraelevato, è preceduto dall'arco trionfale, retto da pilastri ornati frontalmente con nicchie a tutto sesto contenenti statue di santi; l'ambiente, coronato da una volta a botte, ospita nel mezzo l'altare maggiore a mensa in muratura del 1965, arricchito verso l'aula da un altorilievo in pietra rappresentante l'Ultima Cena.
La chiesa conserva alcune opere di pregio, tra cui due dipinti raffiguranti rispettivamente l'Annunciazione, risalente al XVII secolo, e San Luigi Gonzaga, eseguito nel 1765.